# Saint-Hostien
Saint-Hostien – miejscowość i gmina we Francji, w regionie Owernia-Rodan-Alpy, w departamencie Górna Loara.
Według danych na rok 1990 gminę zamieszkiwało 578 osób, a gęstość zaludnienia wynosiła 43 osoby/km² (wśród 1310 gmin Owernii Saint-Hostien plasuje się na 364. miejscu pod względem liczby ludności, natomiast pod względem powierzchni na miejscu 684.).